# 유엔 안전 보장 이사회 결의 제472호
유엔 안전 보장 이사회 결의 제472호는 1980년 6월 13일 채택되었으며, 유엔 사무총장에게 현재 상황으로 인해 유엔 키프로스 평화유지군이 평화를 위해 계속 주둔해야 함을 전했다. 안전 보장 이사회는 긴장을 높일 수 있는 행위에 대해 우려를 표했으며, 사무총장에게 1980년 11월 30일까지 이 결의의 이행 상황에 대해 보고할 것을 요청했다.
안전 보장 이사회는 결의 제365호(1974년) 등 기존의 결의를 재확인하며, 현재 상황에 대한 우려를 표했고, 관련된 세력들에게 평화를 위해 함께 노력할 것을 역설했으며, 결의 제186호(1964년)에 따라 평화유지군 주둔 기간을 1980년 12월 15일까지 연장하였다.
결의는 찬성 14표에 반대표 없이 통과되었으며, 중화인민공화국은 투표에 참가하지 않았다.

## 같이 보기
- 키프로스 분쟁
- 터키의 키프로스 침공